# 布萊森·德尚布
布萊森·德尚布（英語：Bryson James Aldrich DeChambeau，1993年9月16日—）是美國的一位職業高爾夫球手。在2015年，他成為歷史上第五位在同年獲得NCAA一級錦標賽和美國業餘高爾夫錦標賽冠軍的球手。他分別在2020年和2024年贏得美國高爾夫公開賽冠軍。

## 業餘生涯
德尚布出生在加州莫德斯托，後在7歲時搬家到位於弗雷斯諾東北的克洛維斯。他曾就讀於克洛維斯東高中，並在2010年16歲時贏得加利福尼亞州少年錦標賽冠軍。2012年，他從高中畢業，並因獲得體育獎學金而就讀得克薩斯州達拉斯的南方卫理公会大学，主攻物理學。
2015年6月，他成為首位獲得NCAA男子高爾夫一級錦標賽冠軍的南方衛理會大學學生。在決賽中他四輪總桿數為280（−8），一一桿優勢獲勝。德尚布還在八月獲得了美國業餘賽冠軍，成為繼傑克·尼克勞斯（1961）、菲爾·米克森（1990）、老虎伍茲（1996）、瑞安·摩爾（2004）之後第五個達成這一成績的選手。
德尚布在2015年6月以業餘球手的身份參加了聯邦快遞聖裘德經典賽，這是他首次出場PGA巡迴賽，並獲得第45名的成績。他參加了2015年美國高爾夫公開賽，這是他首次參加四大賽，但以四桿差距未能晉級。在南方卫理公会大学的體育部門被禁止參加NCAA賽事之後，德尚布未能在2016衛冕他的NCAA冠軍。他決定在成為職業球手之前放棄他在大學的最後一個賽季。在2015年澳大利亞大師賽上，德尚布和約翰·薩登、安德魯·伊文斯獲得並列亞軍。2016年，他以業餘球手身份參加2016年美國大師賽，獲得並列第21位。

## 職業生涯
在2016年4月中旬的大師賽之後，德尚布很快成為職業選手，並和Cobra-Puma高爾夫簽訂了一份長期契約。他參加的首個賽事是傳承盃高球賽，成績是並列第四名，並獲得259,000美元的獎金。決定成為職業球手意味德尚布無法直接參加2016年美國高爾夫公開賽和2016年英國高爾夫公開賽。他獲得了美國公開賽的參賽權，排名並列第15位並獲得152,000美元獎金，男子高爾夫世界排名也提高到148位。
雖然開局強勁，但德尚布未能獲得足夠積分以參加PGA巡迴賽參賽權，但可以參加Web.com巡迴賽總決賽。他在DAP冠軍賽獲得了自己的首頁職業賽事冠軍，使得他獲得2017年PGA巡迴賽參賽權。
2017年7月16日，德尚布獲得約翰·迪爾精英賽冠軍，這是他的首個PGA巡迴賽冠軍。

## 獨特球具
有別於普通鐵桿長度遞減的設計，德尚布所有的鐵桿長度相同，均是37.5英寸（0.953），且著地角和反彈角的角度也相同，只有桿面傾角不同。德尚布為使用此設計的先軀，眼鏡蛇高爾夫及後於2017年將One Length球桿推出市面。另外德尚布還在揮桿時保持球具處在同一平面，並且不在揮桿時轉動手腕。2011年，應他教練的建議，德尚布轉用了比普通球桿握把部分粗上幾倍的JumboMax Grips，將球桿握在掌心之中，這樣更加有利於他獨特揮桿姿勢的發揮。

## 職業賽事冠軍

### PGA巡迴賽冠軍
| 次數 | 日期          | 賽事            | 分數            | 低於標準桿數 | 領先優勢 | 亞軍          |
| ---- | ------------- | --------------- | --------------- | ------------ | -------- | ------------- |
| 1    | 2017年7月16日 | 約翰·迪爾精英賽 | 66-65-70-65=266 | −18          | 1桿      | 派翠克·羅傑斯 |

### Web.com巡迴賽冠軍
| 說明                    |
| Web.com巡迴賽總決賽賽事 |

| 次數 | 日期          | 賽事      | 分數            | 低於標準桿數 | 領先桿數 | 亞軍                                                  |
| ---- | ------------- | --------- | --------------- | ------------ | -------- | ----------------------------------------------------- |
| 1    | 2016年9月11日 | DAP冠軍賽 | 64-70-68-71=273 | −7           | 附加賽   | 安德烈斯·岡薩雷斯， 尼古拉斯·林德海姆 朱利安·伊圖萊恩 |

## 四大賽成績
| 賽事               | 2015   | 2016         | 2017   |
| ------------------ | ------ | ------------ | ------ |
| 美國名人賽         | 未出場 | 並列第21業餘 | 未出場 |
| 美國高爾夫公開賽   | 淘汰   | 並列第15     | 淘汰   |
| 英國高爾夫球公開賽 | 未出場 | 未出場       |        |
| PGA錦標賽          | 未出場 | 未出場       |        |

## 外部連結
- SMU profile
- 布萊森·德尚布在PGA巡迴賽的官方網站
- 布萊森·德尚布在男子高爾夫世界排名的官方網站